# Lasek Południowy

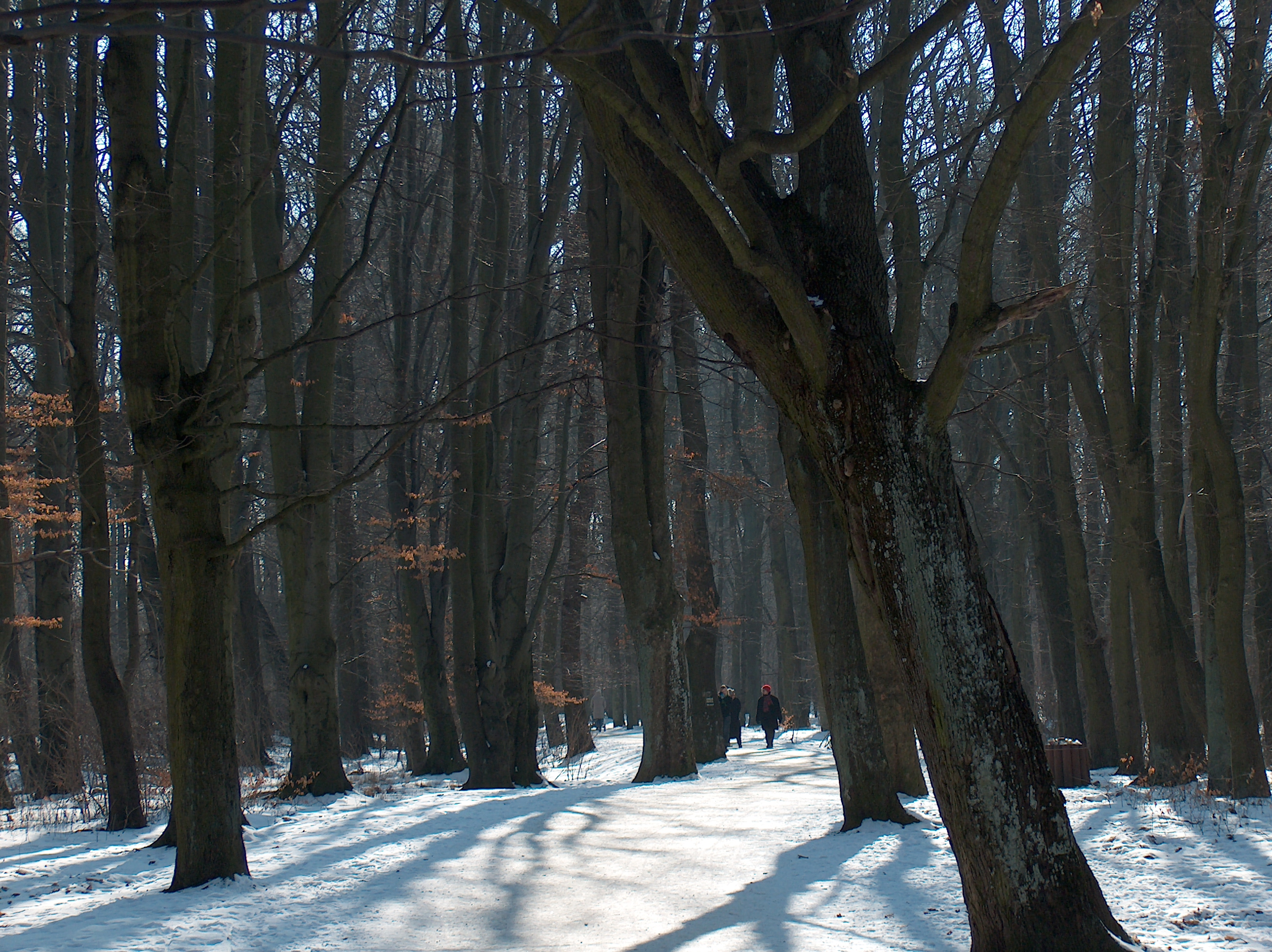
Lasek Południowy w Słupsku zimą

Lasek Południowy w Słupsku – teren zalesiony, znajdujący się w południowej części miasta, po prawej stronie rzeki Słupi. Powierzchnia lasku to 67,13 ha. Na tym terenie znajdują się również 4 malownicze stawy.
W Lasku Południowym wyodrębniono powierzchnię 19,49 ha pod nazwą Park im. Józefa Trendla (znanego słupskiego społecznika).
Teren ten przystosowano do celów wypoczynkowych, poprzez utworzenie strzeżonego kąpieliska, stałego miejsca na ognisko, zamontowanie ławek i koszy, miejsca na biwakowanie i zabawy ruchowe oraz wybudowanie drogi dojazdowej i parkingu.
Współrzędne geograficzne: 17,03967 E, 54,44494 N